# Morococcyx erythropygus
Cuco-terrestre-pequeno ou jacuzinho (Morococcyx erythropygus) é uma espécie de ave da família Cuculidae. É a única espécie do género Morococcyx.
Pode ser encontrada nos seguintes países: Costa Rica, El Salvador, Guatemala, Honduras, México e Nicarágua.
Os seus habitats naturais são: florestas secas tropicais ou subtropicais , matagal árido tropical ou subtropical e florestas secundárias altamente degradadas.